# مأمور پلیس
مأمور پلیس (عبری: HaShoter Azoulay השוטר אזולאי‎) یک فیلم بلند اسرائیلی به کارگردانی و نویسندگی افرائیم کیشون طنزپرداز است که در سال ۱۹۷۰ منتشر شد. این فیلم نامزد جایزه اسکار بهترین فیلم خارجی‌زبان سال ۱۹۷۲ شد و جایزه گلدن گلوب همین رشته را دریافت کرد. این فیلم همچنین برنده جوایز متعدد دیگری مثل بهترین فیلم خارجی در جشنواره فیلم بارسلونا و جایزه بهترین کارگردان در جشنواره مونت کارلو شد.